# 리디아인

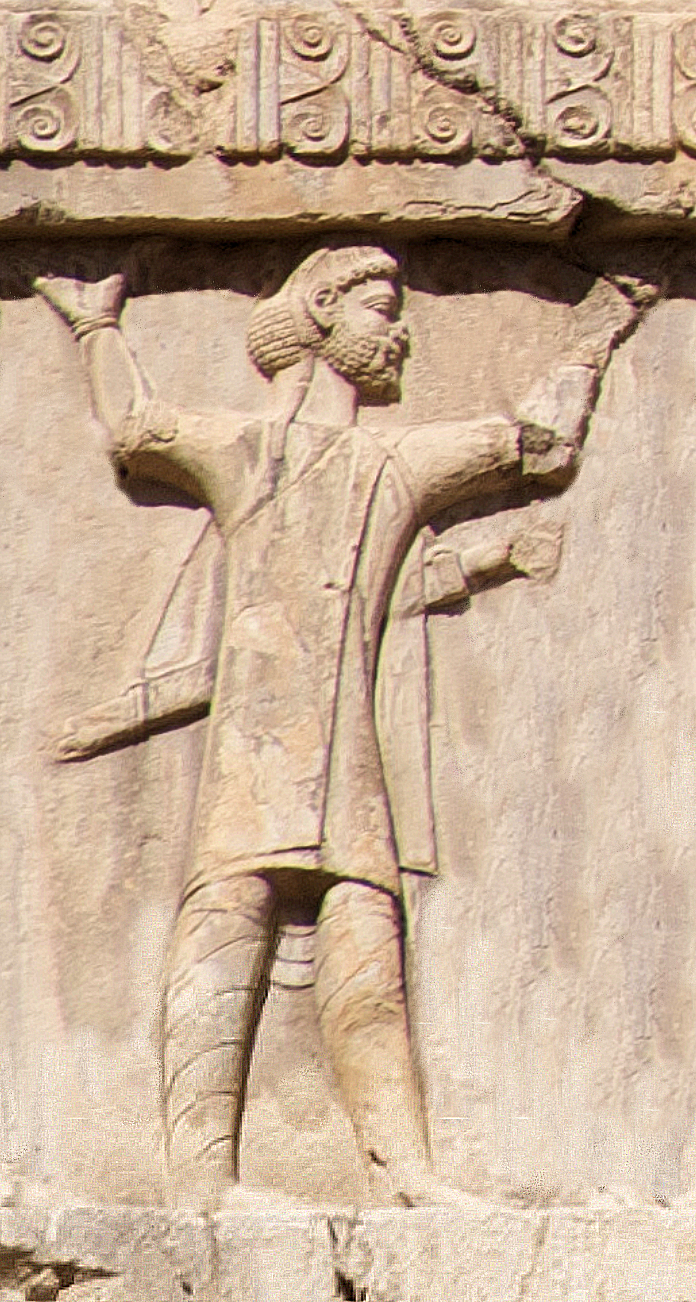
아케메네스 제국의 리디아인 병사(고대 페르시아 설형 문자 𐎿𐎱𐎼𐎭, 스파르다), 크세르크세스 1세의 무덤, 기원전 480년경.

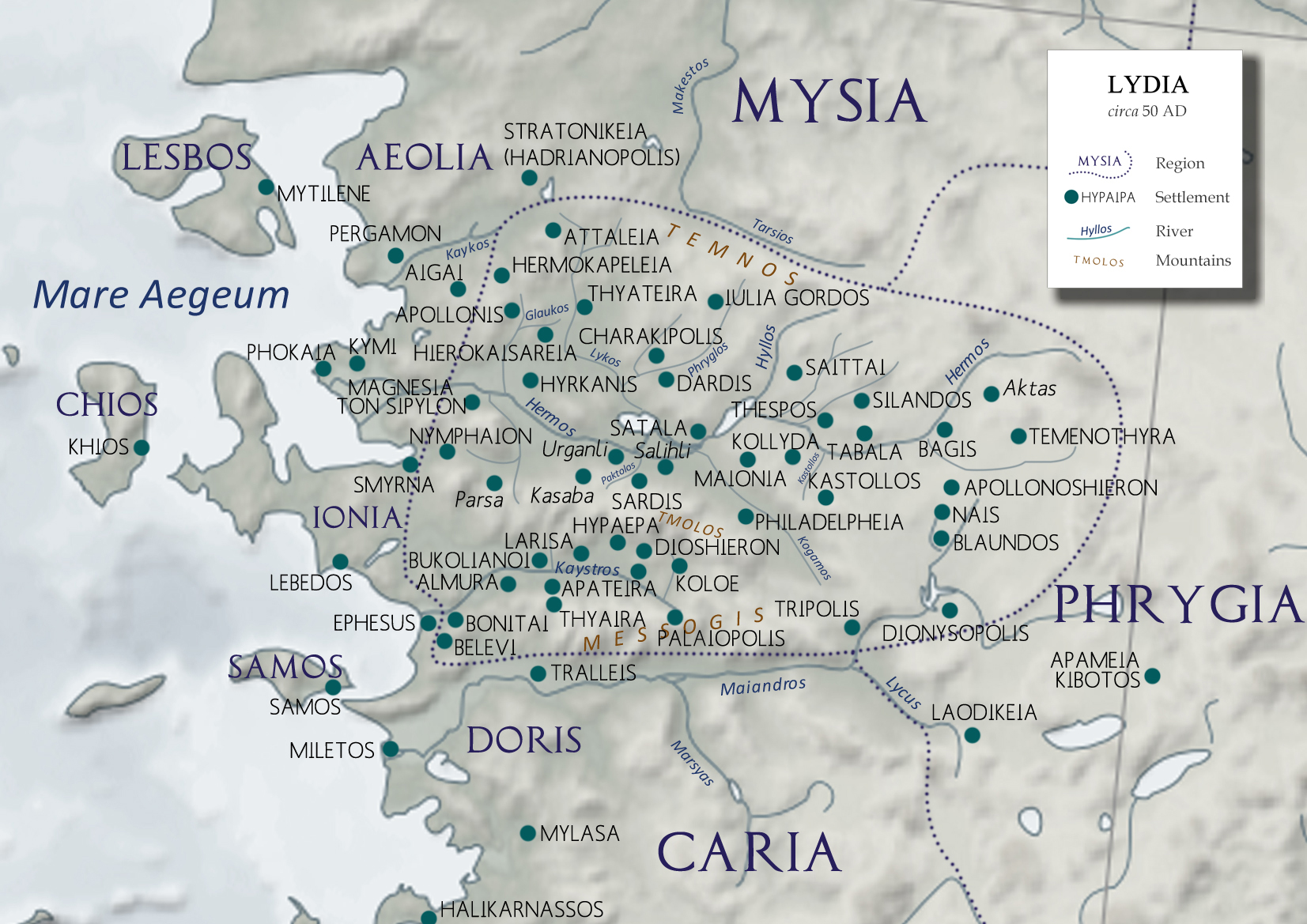
주요 정착지와 그리스 식민지가 있는 서기 50년경의 리디아.

리디아인(고대 페르시아어: 𐎿𐎱𐎼𐎭 스파르다)은 서부 아나톨리아의 리디아에 거주하며 인도유럽어족 아나톨리아어파에 속하는 리디아어를 사용했던 아나톨리아인 집단이다.
언어에 의해 정의되고 기원전 2000년까지 도달한 그들의 기원에 대해 제기된 질문은 언어 역사가와 고고학자들에 의해 계속 논의되고 있다. 독특한 리디아 문화는 모든 가능성에서 적어도 서력 기원 직전까지 지속되었으며, 그의 시대(기원전 1세기) 남서부 아나톨리아의 키비라에 있는 스트라본의 현존하는 기록 중에서 마지막으로 증명되었다.
리디아의 수도는 스파르드 또는 사르디스에 있었다. 청동기 시대 후기로 거슬러 올라가는 세 왕조를 포함하는 그들의 국가 지위의 기록된 역사는 리디아의 북동쪽에 위치한 이웃 프리기아의 권력의 소멸과 동시에 기원전 7세기와 6세기 동안 그 권력과 업적의 정점에 도달했다.
리디아의 권력은 기원전 585년 할리스 전투와 기원전 546년 키루스 대왕에게 당한 패배로 수도가 함락되면서 갑자기 종말을 고했다.

기원전 6세기, 크로이소스 치하의 통치 마지막 시기의 리디아 제국 지도.
(빨간색으로 표시된 기원전 7세기 경계)

## 사료

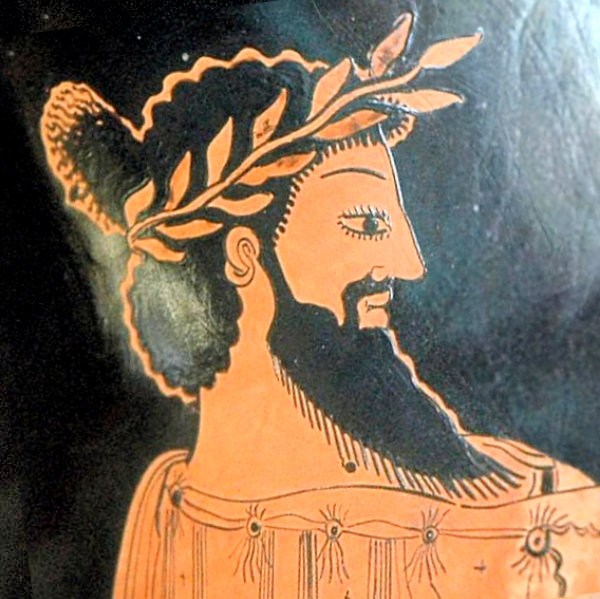
리디아의 마지막 왕인 크로이소스의 초상화, 다락방의 붉은 암포라, ca. 기원전 500~490년.

현재까지 발견된 그들 자신에 대한 역사적 설명 방식의 자료는 거의 없다. 리디아인에 대한 지식은 주로 고대 그리스 작가들의 감동적이지만 혼합된 설명에 의존한다.
리디아인에 대한 호메로스식 이름은 마이오니아(Μαίονες)로 트로이 전쟁 동안 트로이 목마의 동맹국들 사이에서 인용되었으며 이 이름에서 "마에오니아"와 "마에오니아인"이 파생되었으며 이러한 청동기 시대 용어는 때때로 리디아와 리디아인의 대안으로 사용되었다. 그러한 이름 아래 리디아인에 대한 첫 번째 증명은 신아시리아 자료에서 발견된다. 아수르바니팔의 연대기(기원전 7세기 중반)는 루디의 왕 구구(Gu(g)gu)의 대사관을 언급하며 이는 리디아인의 왕 기게스와 동일시된다. 리디아인이라는 용어는 메름나드 왕조의 부상과 함께 사르디스와 그 주변의 주민들과 관련하여 사용된 것 같다.

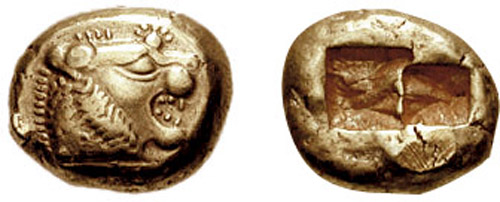
기원전 6세기 초 리디아 국왕이 주조한 주화

헤로도토스는 역사에서 리디아인들이 "우리가 알고 있는 금화와 은화를 만들어 사용했던 최초의 사람들"이라고 말한다. 이것은 구체적으로 호박금의 주화를 의미하지만 일부 화폐 학자들은 주화가 그 자체로 리디아에서 발생했다고 생각한다. 그는 또한 크로이소스의 왕권 기간 동안 리디아인보다 더 용감하고 호전적인 다른 소아시아 민족이 없었다고 말한다.

## 관습

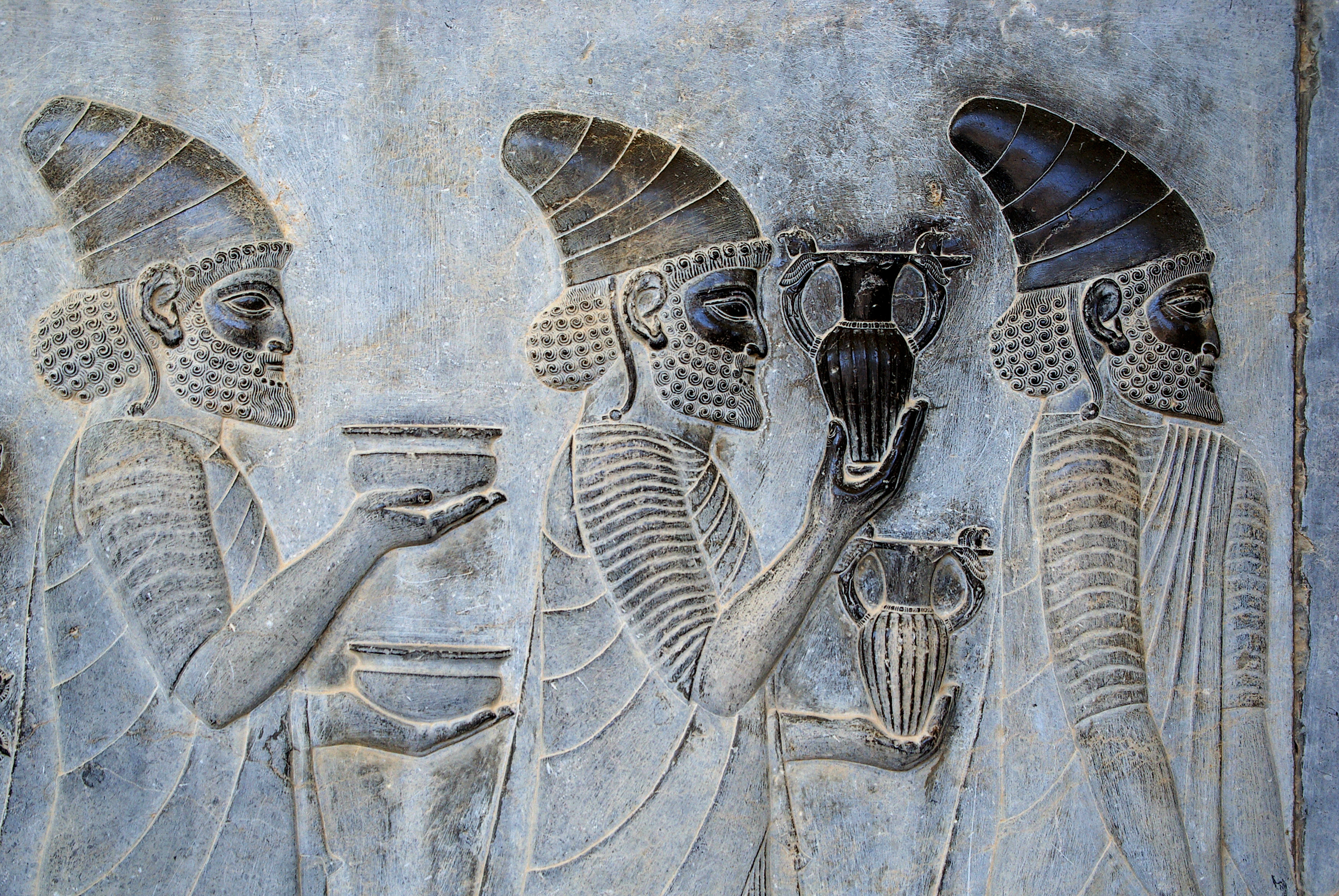
기원전 500년경 아파다나의 리디아인 대표단

헤로도토스에 따르면, 일단 리디아인 소녀가 성숙해지면, 그녀는 충분한 지참금을 얻을 때까지 매춘부의 거래를 했고, 결혼 가능성을 공표했다. 이것은 귀족으로 태어나지 않은 소녀들의 일반적인 관행이었다.
그는 또한 리디아인들이 다양한 고대 게임, 특히 너클본스를 발명한 것으로 간주하며 게임의 인기 상승이 특히 심각한 가뭄 동안 발생했고 게임은 리디아인들에게 문제에서 심리적 유예를 제공했다고 주장했다.

## 언어와 스크립트

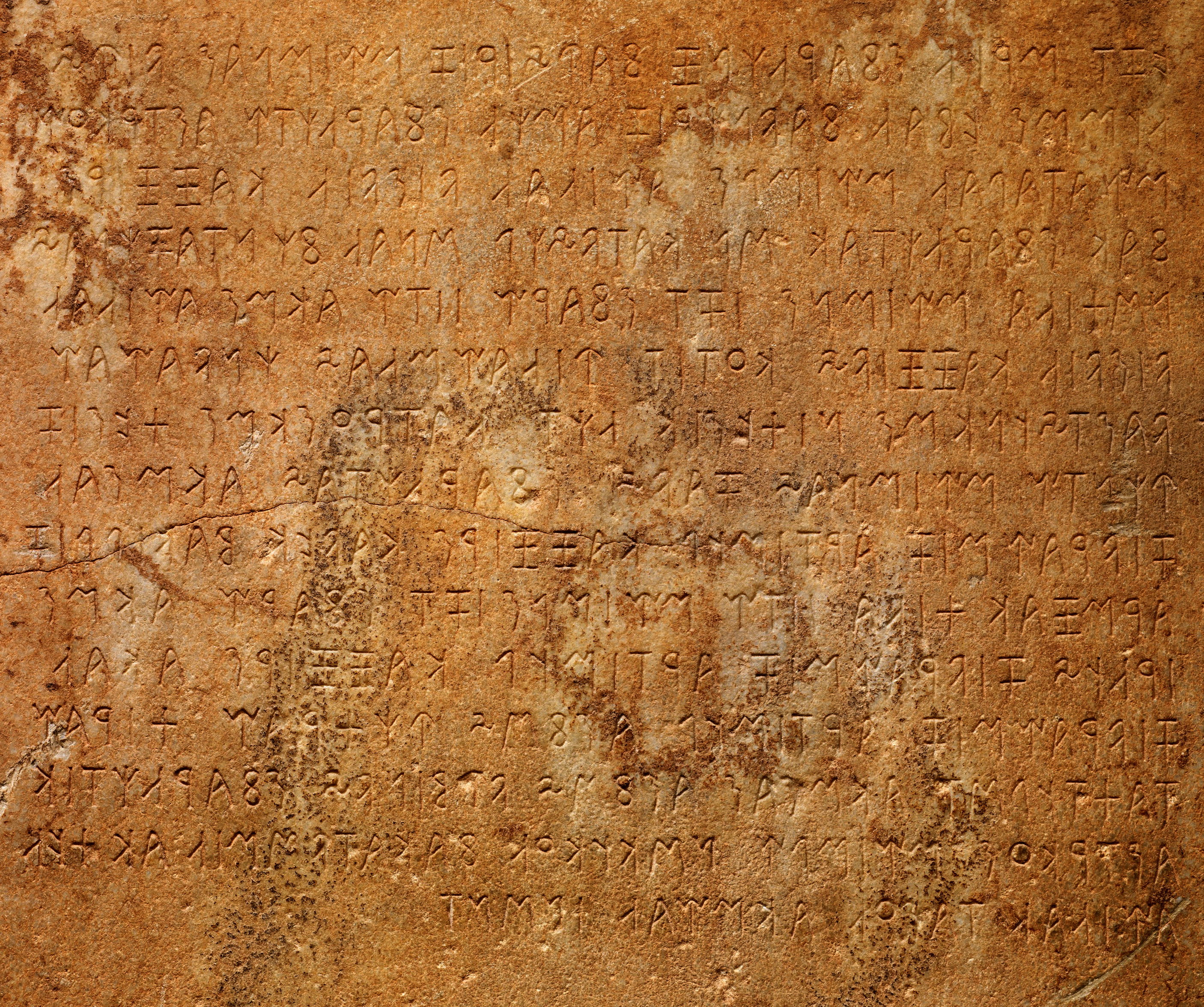
리디아어 텍스트가 있는 대리석 비석. 철기 시대 아나톨리아의 다른 문자와 마찬가지로 리디아 문자는 동그리스 문자와 관련이 있지만 독특한 특징을 가지고 있다.

현재까지 발견된 리디아어 문헌들은 많지 않고 일반적으로 짧지만 아나톨리아 언어학의 주요 학자들 사이에 유지된 긴밀한 연락을 통해 해당 분야에서 지속적인 추진력과 발전, 새로운 서문적 발견, 증거 추가 및 새로운 단어가 지속적으로 기록될 수 있다. 그럼에도 불구하고 리디아어를 이해하는 진정한 돌파구는 아직 발생하지 않았다.
현재 사용 가능한 텍스트는 7세기 중반에 시작하여 기원전 2세기까지 확장되어 한 학자가 "리디아어는 초기에 글을 썼지만 (사용 가능한 출처에 비추어 볼 때) 많이 쓰지 않은 것 같다 ."라고 결론지었다.

## 종교

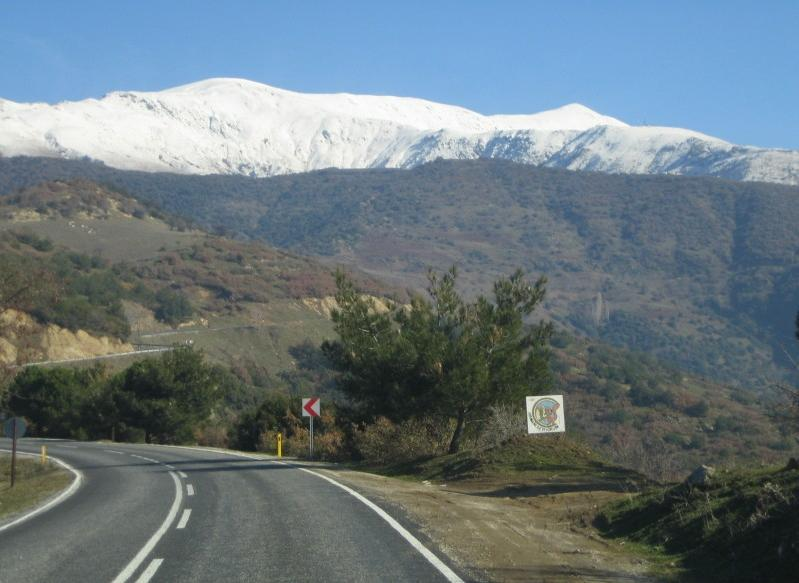
리디아 심장부에 있는 틈몰루스산

많은 리디아의 종교적 개념들은 아마도 초기 청동기 시대와 심지어 후기 석기 시대로 거슬러 올라가는데, 예를 들면 초목의 여신 코레, 뱀과 황소 숭배, 천둥과 비의 신, 라브리스, 사자의 도움을 받은 산의 어머니 여신, 그리고 천둥의 표시로서의 복축, 더 논란이 많은 쿠바바(키벨레)와 관련이 있는지 여부와 같은 것들이다. 청동기 시대부터 고전(페르시아) 시대에 이르기까지 1000년 이상 고대 그리스 개념과의 상호 접촉과 전이로 인해 리디아 종교와 신화를 합성하는 데 어려움이 남아 있다. 리디아의 고고학 탐험가들이 지적했듯이 아르티무(아르테미스)와 플단스(아폴론)은 강력한 아나톨리아 구성 요소를 가지고 있으며 신들의 어머니인 퀴벨레- 레아와 바키(바쿠스, 디오니소스)는 리디아와 카리아에 있는 동안 아나톨리아에서 그리스로 갔고 레브스(제우스)는 그리스어 등가물의 이름을 공유하면서 강력한 지역 특성을 모두 보존했다.
여전히 상대적으로 모호하게 남아 있는 리디아 판테온의 다른 신성한 인물들 중에서 쿠바바의 호위이자 때로는 장작더미에 불에 탄 영웅인 산타이와 어둠과 관련된 마리브다(들) 인용될 수 있다.

## 같이 보기
- 리디아